# 陽気な家族 (絵画)
『陽気な家族』（ようきなかぞく、蘭: Het vrolijke huisgezin、英: The Merry Family）、または『大人が歌えば子供が笛吹く』（おとながうえばこどもがふえふく、蘭: Soo de ouden songen, so pijpen de jongen、英: As the Old Sing, so shall the Young Pipe）は、17世紀オランダ黄金時代の画家ヤン・ステーンが1668年、キャンバス上に油彩で描いた絵画である。作品は、1883年にアムステルダム市からの寄託としてアムステルダム国立美術館に収蔵され、現在、美術館の「栄誉の間」に展示されている。

## 解説
ヤン・ステーンは、日常の情景、祝い事のための楽しい集まり、テーブルを囲む家族、居酒屋の客たちなどを描いた絵画で特に知られている。「ヤン・ステーンの家族」という表現が、無秩序の支配する家庭を表すオランダの成句となっているように、画家の画面は盛りだくさんで、騒々しく、にぎやかである。そして、画家は出色のストーリー・テラーであり、モラリストである。ほとんどいつも、その作品にはモラルが盛り込まれている。
絵画は、陽気な家族の晩の情景を表している。老いも若きも笑い、飲み、陽気に騒いでいる。家族の長である父はグラスを掲げて、大声で歌い、彼の妻と母も歌っている。子供たちは笛を吹いているか、長いパイプでタバコを吸っている。暖炉から下がっている「So de ouden songen, so pijpen de jongen (大人が歌うように、若者は笛を吹く)」と読めるオランダ語の紙切れからわかるように、絵画の教訓は、子供たちは両親から振る舞い、悪い手本をすぐに真似るものだということである。